# Sandra Ygueravide
Sandra Ygueravide Viana (ur. 28 grudnia 1984 w Walencji) – hiszpańska koszykarka występująca na pozycji rozgrywającej.
16 maja 2016 została zawodniczką Wisły Can-Pack Kraków.

## Osiągnięcia
Stan na 3 maja 2017, na podstawie, o ile nie zaznaczono inaczej.
Drużynowe
- Mistrzyni:
  - Hiszpanii (2004)
  - II ligi hiszpańskiej LF 2 (2008 – awans)
- Wicemistrzyni:
  - Hiszpanii (2003)
  - Polski (2017)[5]
- Zdobywczyni pucharu:
  - Hiszpanii (2002–2005)[6]
  - Polski (2017)[7]
- Uczestniczka rozgrywek:
  - Euroligi (2002–2004)
  - Eurocup (2012–2016)

Indywidualne
- MVP II ligi hiszpańskiej LF 2 (2008)

Reprezentacja
- Uczestniczka mistrzostw Europy U–20 (2004 – 9. miejsce)